# Stade Jules-Ladoumègue
Das Stade Jules-Ladoumègue steht in der französischen Gemeinde Romorantin-Lanthenay, Département Loir-et-Cher in der Region Centre-Val de Loire, Frankreich. Das Fußballstadion mit Leichtathletikanlage bietet 6.200 Zuschauern Platz, darunter 2.600 überdachte Sitzplätze. Gegenüber der alten Haupttribüne gibt es die überdachte Sitzplatztribüne. Um das Stadion liegt eine Turnhalle und ein weiteres Fußballfeld. Benannt ist die Sportstätte nach dem französischen Leichtathlet Jules Ladoumègue (* 1906, † 1973).